# Klement Gottwald
Klement Gottwald, češki politik in državnik (* 23. november 1896, Dědice, † 14. marec 1953, Praga)
Klement Gottwald je bil eden od ustanoviteljev Komunistične stranke Češkoslovaške (KSČ). Po letu 1925 je bil član Centralnega komiteja KSČ, od 1927 njegov generalni sekretar. 1928 je postal član eksekutive Kominterne. Od 1929 do 1948 je bil poslanec v parlamentu. Med drugo svetovno vojno (1939-1945) je bil eden voditeljev komunističnega upora (v Moskvi). Aprila 1945 je postal najprej predsednik Češke komunistične stranke in namestnik premierja, 1946 ministrski predsednik češkoslovaške vlade, 1948 pa predsednik Češkoslovaške republike. Umrl je devet dni po smrti J. V. Stalina. Gottwald simbolizira komunistično vladavino na Češkoslovaškem.
V marcu 1945 se je dr. Edvard Beneš, izvoljeni predsednik države v letih 1935-38 in vodja češkoslovaške vlade v izgnanstvu v Londonu od 1941, sporazumel z Gottwaldom o oblikovanju vlade ljudske fronte. Po izvolitvi je Gottwald postal prvi povojni ministrski predsednik Češkoslovaške.
9. maja 1948, po februarskrm državnem udaru, je parlament izglasoval novo ustavo, ki pa jo je dotedanji predsednik Beneš zavrnil ter kasneje, 7. junija, tudi odstopil. 14. junija je parlament izbral Klementa Gottwalda za novega predsednika Češkoslovaške republike.
Med letoma 1948 so mesto Zlín na Moravskem po njem preimenovali v Gottwaldov in mu leta 1990 vrnili prejšnje ime.